# Johann Friedrich Laves
Johann Friedrich Laves (* 1734 in Landwehrhagen bei Münden; † 1818) war Oberlandbaumeister in Kurhannover. 

## Leben
Seine Eltern waren Johann Henrich Laves und Henriette Jussow. Sein Bruder, der Pfarrer Ernst Friedrich Laves (1731–1804) war der Vater von Georg Ludwig Friedrich Laves.

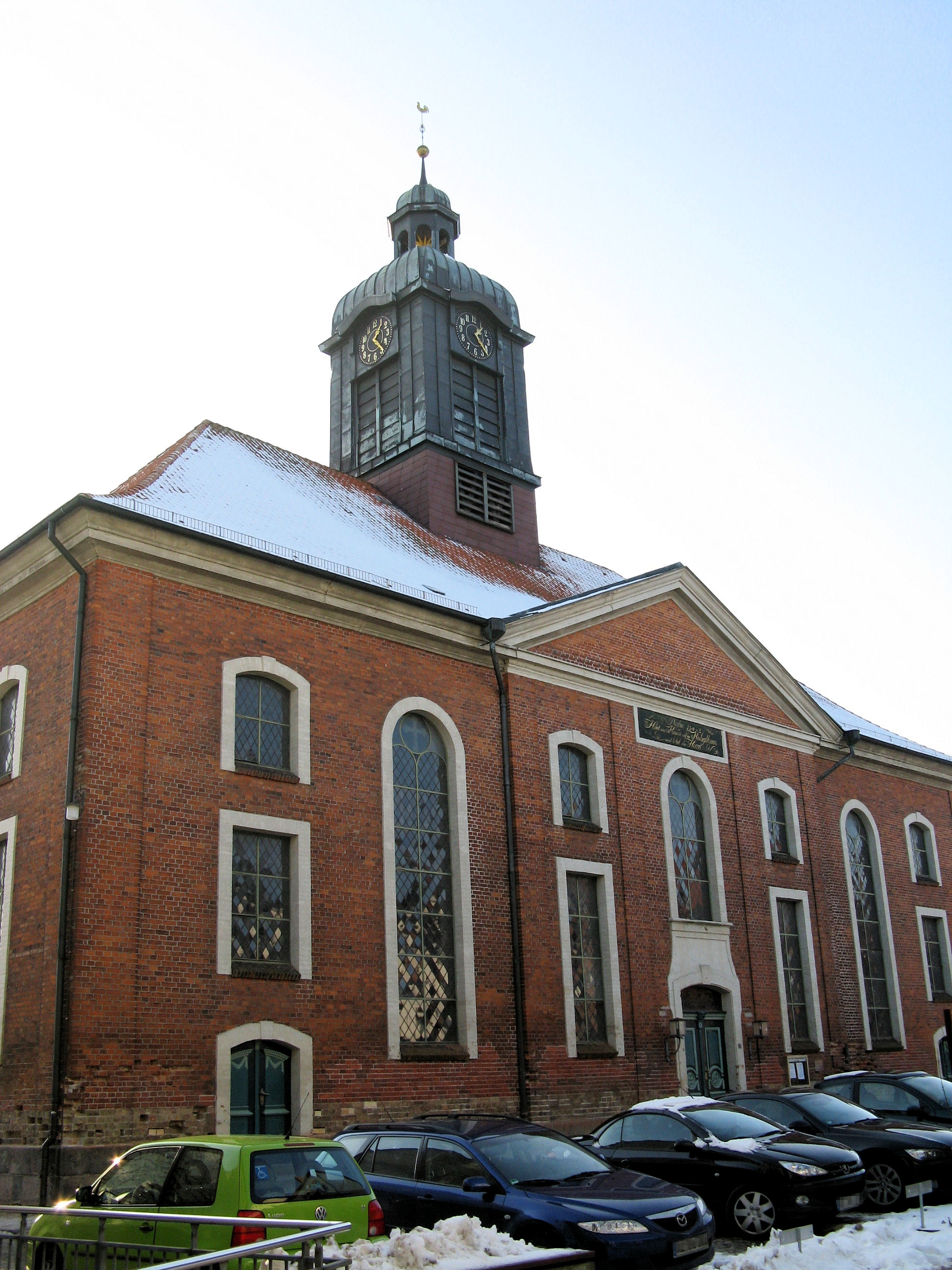
St.-Petri-Kirche, Ratzeburg

1752 begann er sein Studium der Mathematik in Göttingen. Er lebte zunächst in Ratzeburg. 
1778 wurde er als Kommissar für Verkoppelung im Lauenburgischen angestellt und wurde 1779 Kondukteur unter Oberlandbaumeister Otto Heinrich von Bonn († 1785). 1786 wurde er als dessen Nachfolger zum Landbaumeister ernannt und stand Teilen des zweiten Landbaudistriktes (Lauenburg, Dannenberg, Teile Lüneburgs) vor. 1791 wurde nach seinen Plänen in Ratzeburg die klassizistische St.-Petri-Kirche erbaut. 1796 wurde er zum Oberlandbaumeister befördert und 1818 ging er in den Ruhestand. 
Er heiratete seine Base Eleonore Elise Jussow (* 1748). Ihre Söhne studierten Physik bei Lichtenberg. Georg Friedrich Laves (1775–1852) wurde 1802 a.o. Landbaukondukteur in Bardowick und 1818–1845 Oberlandbaumeister in Lüneburg und Bardowick. Friedrich Heinrich Laves (1777–1849) wurde Salineninspektor in Lüneburg.